# Kömüşhan, Yazıhan
Kömüşhan là một xã thuộc huyện Yazıhan, tỉnh Malatya, Thổ Nhĩ Kỳ. Dân số thời điểm năm 2011 là 689 người.